# Abborrakullgölen
Abborrakullgölen är en sjö i Gnosjö kommun i Småland och ingår i Lagans huvudavrinningsområde. Sjön har en area på 0,041 kvadratkilometer och ligger 251,3 meter över havet. Sjön avvattnas av vattendraget Långebrobäcken.

## Delavrinningsområde
Abborrakullgölen ingår i det delavrinningsområde (636523-138112) som SMHI kallar för Utloppet av Skärvsjö. Avrinningsområdets medelhöjd är 260 meter över havet och ytan är 12,36 kvadratkilometer. Det finns inga delavrinningsområden uppströms utan avrinningsområdet är högsta punkten. Långebrobäcken som avvattnar avrinningsområdet har biflödesordning 4, vilket innebär att vattnet flödar genom totalt 4 vattendrag innan det når havet efter 202 kilometer. Delavrinningsområdet består mestadels av skog (66 procent). Avrinningsområdet har 1,54 kvadratkilometer vattenytor vilket ger det en sjöprocent på 12,4 procent.